# Idiodes noctuodes
Idiodes noctuodes är en fjärilsart som beskrevs av Reginald James West 1929.
Idiodes noctuodes ingår i släktet Idiodes och familjen mätare. Inga underarter finns listade i Catalogue of Life.